# Crofton (Colombie-Britannique)
Pour les articles homonymes, voir Crofton.
Crofton est une ville de l'Île de Vancouver dans le district régional de Cowichan Valley, fondée en 1902 par Henry Croft.

## Situation
La population en 2006 est de 2 500 personnes. La ville possède un moulin à papier, fondé en 1951. En 2004, le compositeur Randy Bachman visite la ville pour le moulin.